# Szolomija Amvroszijivna Kruselnicka

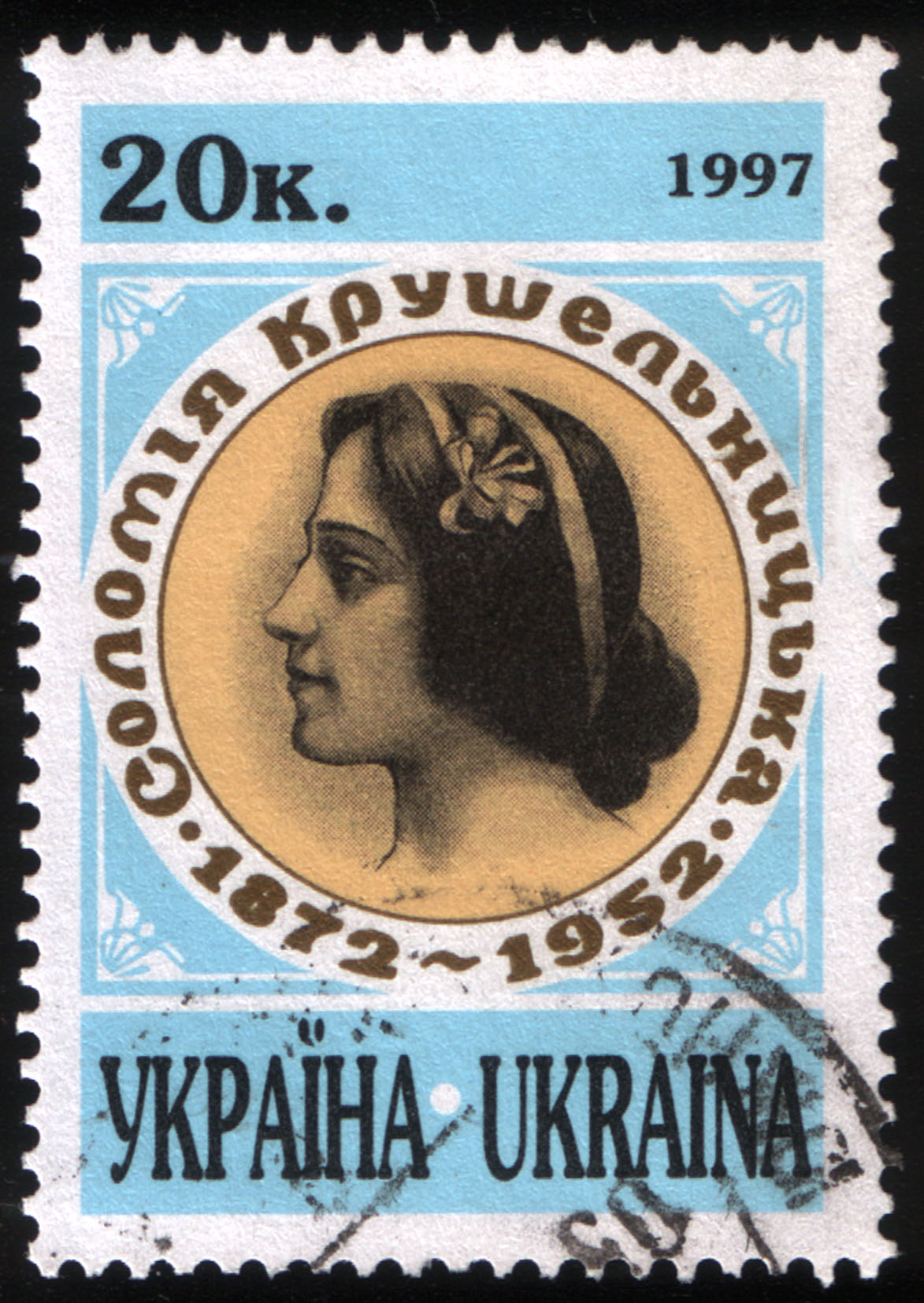
Ukrajna, postabélyeg, Szolomija Kruselnicka, 1997 (Michel 219)

Szolomija Amvroszijivna Kruselnicka (ukránul: Соломія Амвросіївна Крушельницька; Biljavinci, 1872. szeptember 23. – Lviv, 1952. november 16.) ukrán opera-énekesnő, zenepedagógus.

## Életútja
1872. szeptember 23-án született a Ternopili területen található Biljavinci faluban. Ősi ukrán család leszármazottja, lengyel nemesi ággal. Apja pap volt. 1887-ben átköltöztek a Ternopil közelében fekvő Bila nevű faluba.
Már igen fiatal korában énekelni kezdett. Zenei alapképzettségét a ternopili gimnáziumban kapta, ahol az érettségijét magántanulóként tette le. Első nyilvános fellépésére 1883-ban került sor egy ternopili koncerten, ahol a galíciai Ruszka Beszida társaság kórusával énekelt. Ugyanezzel a kórussal 1885. augusztus 2-án Ivan Franko jelenlétében koncerteztek. 1891-ben Kruselnicka beiratkozott a Galíciai Zenei Társaság Lembergi Konzervatóriumába. Szólistaként első alkalommal, még a konzervatóriumi évei alatt, 1892. április 13-án lépett fel, amikor Händel Messiás oratóriumának fő tételét adta elő. 1893-ban befejezte konzervatóriumi tanulmányait, és még az év őszén Olaszországba ment tanulni. 1894-ben hazatért Lvivbe és belépett a Lvivi Opera társulatába. Közeli, baráti viszonyban volt kora befolyásos galíciai közéletének több tagjáva, így Ivan Franko költővel, Mihajlo Pavlik íróval, Olha Kobiljanszka énekessel, valamint Denisz Szicsinszkij zeneszerzővel.
Az 1895–1896-os évadot Odeszában töltötte, majd több éven keresztül külföldön lépett fel. 1896-ban Olaszországba utazott, később nyugat-európai és dél-amerikai koncert-körútra ment. 1898-tól 1902-ig a Varsói Opera ünnepelt énekese volt. 1902-ben Párizsba utazott, majd énekelt Spanyolországban, Portugáliában.
1904-ben ismét Olaszországba ment, ahol megismerkedett a befolyásos ügyvédként tevékenykedő Cesare Riccione márkival, akivel 1910-ben összeházasodott. Az esküvőjük Buenos Aires egyik templomában volt. Férje révén karrierje egyre feljebb ívelt. Énekelt a La Scalában, többek között olyan híres operaénekesek oldalán is, mint Enrico Caruso. Férjével Viareggióban telepedtek le, ahol egy villát vásároltak.
Kruselnicka pályája csúcsán, 1920-ban hagyta abba operaénekesi pályafutását, utolsó alkalommal Nápolyban lépett fel. Ezt követően már csak kamarazenekarokkal lépett fel. Búcsúkoncertjére 1929-ben Rómában került sor. 1938-ban meghalt a férje. 1939 augusztusában hazalátogatott Lvivbe. Az időközben elkezdődött második világháború eseményei miatt nem tudott visszatérni Olaszországba. Lvivben maradt, ahol a zeneakadémián tanított. A II. világháborút követően szovjet állampolgár lett, és a Lvivi Állami Zeneakadémián folytatta pályáját. 1951-ben megkapta az Ukrán SZSZK érdemes művésze kitüntetést. 1952. november 16-án hunyt el Lvivben. Sírja a Licsakivi temetőben található, egykori jó barátja, Ivan Franko sírja mellett.